# Jean Degouve
Jean Degouve, né le 19 août 1889 à Bléharies (Belgique) et mort début avril 1979, est un footballeur français évoluant au poste d'arrière.

## Carrière
Étudiant en droit, Jean Degouve joue au football à l'Olympique lillois de 1910 à 1914 et remporte le Championnat de France USFSA 1914 face à l'Olympique de Cette, en étant à l'origine du premier des trois buts, ainsi que le Trophée de France 1914 face à la VGA Médoc.
Arrière réputé pour sa puissance qui va souvent de pair avec sa brutalité sur le terrain, Degouve connaît sa première sélection en équipe de France de football en 1913.
Il affronte sous le maillot bleu lors d'un match amical la Suisse le 10 mai 1913. Les Français s'imposent largement sur le score de quatre buts à un, Degouve impressionne les joueurs suisses par son physique, la presse le qualifiant même de « colosse ». Sa deuxième et dernière sélection intervient le 8 février 1914 en amical contre l'équipe du Luxembourg de football, qui l'emporte sur le score de 5 à 4.
Au cours de la Première Guerre mondiale, Degouve est incorporé à la 1re section d'infirmiers militaires puis au 1er escadron du train des équipages militaires, rattaché à la 5e armée. Le 19 septembre 1916, il est gravement blessé par une hélice lors de la mise en marche d'un avion et est amputé du bras gauche.